# Barbara von Reibnitz
Barbara von Reibnitz (* 19. Dezember 1955 in Göttingen) ist eine deutsche Altphilologin.

## Leben
Barbara von Reibnitz studierte von 1974 bis 1981 Klassische Philologie und Philosophie an der Rheinischen Friedrich-Wilhelms-Universität Bonn und an der Eberhard Karls Universität Tübingen. Dort promovierte sie 1990 in Gräzistik mit einer Dissertation über Friedrich Nietzsche. 1990–1995 wirkte sie an der Franz-Overbeck-Werkausgabe in Basel mit. Seit 1994 ist sie Mitarbeiterin an der Jacob-Burckhardt-Ausgabe in Basel. Seit 2002 nimmt sie auch verschiedene Lehraufträge an der Universität Basel wahr. 2004 begann ihre Mitarbeit am Pilotprojekt „Kritische Robert Walser-Edition“, die vom Deutschen Seminar der Universität Basel betreut wird.
Ihre Forschungsschwerpunkte liegen in der Wissenschaftsgeschichte des 19. Jahrhunderts, der Antikenrezeption und der Editionswissenschaft.

## Schriften

### Monografie
- Ein Kommentar zu Friedrich Nietzsche, Die Geburt der Tragödie aus dem Geiste der Musik, Stuttgart 1992 (Dissertation)

### Aufsätze (Auswahl)
- Vom ‹Sprachkunstwerk› zur „Leseliteratur“. Nietzsches Blick auf die griechische Literaturgeschichte als Gegenentwurf zur aristotelischen Poetik, in: T. Borsche, F. Gerratana, A. Venturelli (Hrsg.), Centaurengeburten, Berlin/New York 1994, S. 47–66
- Apollinisch–Dionysisch, in: Ästhetische Grundbegriffe. Bd. 1, Stuttgart 2000, S. 246–271
- Der Eranos-Kreis. Religionswissenschaft und Weltanschauung oder der Gelehrte als Laienpriester,  in: R. Faber, Chr. Holste (Hrsg.), Kreise, Gruppen, Bünde,  Würzburg 2000, S. 425–440
- Der Blick auf die Polis: Burckhardt und Fustel de Coulanges,  in: Leonhard Burckhardt, Hans-Joachim Gehrke (Hrsg.), Jacob Burckhardt und die Griechen (= Beiträge zu Jacob Burckhardt, Bd. 6), Basel und München 2006, S. 283–301